# Бродфут, Кирк
Кирк Бро́дфут (англ. Kirk Broadfoot произносится [ˈbrɔːdfʊt]; род. 8 августа 1984, Эрвин, Стратклайд) — шотландский футболист. Игрок клуба «Гринок Мортон». В 2008—2010 годах защищал цвета национальной сборной Шотландии. Выступает на позиции защитника.
Помимо «Килмарнока» выступал за шотландские команды «Сент-Миррен», «Рейнджерс» и английские «Блэкпул», «Ротерем Юнайтед».
С 2008 по 2010 год защищал цвета сборной Шотландии, в составе которой провёл четыре матча, забил один гол.

## Ранние годы
Кирк родился 8 августа 1984 года в шотландском городе Эрвин. Детство провёл в деревне Дронган в Эршире, расположенной в шести километрах от Эра.
В юношестве Бродфут выступал за такие команды, как «Койл Тисл», «Эйр Волспэр», «Окинлек Тэлбот» и «Куин оф зе Саут».
В 2000 году талантливый футболист был принят в Академию эдинбургского клуба «Хиберниан». Через два года обучение спортивному мастерству в «хибс» было закончено, но «бело-зелёные» приняли решение не предлагать Бродфуту профессионального контракта.

## Клубная карьера

### «Сент-Миррен»
1 июля 2002 года Кирк подписал соглашение с клубом «Сент-Миррен».
23 сентября того же года Бродфут дебютировал в составе «святых» — в тот день команда из Пейсли в рамках Кубка Лиги встречалась с «Инвернесс Каледониан Тисл». 1 января 2003 года, поразив ворота «Клайда», Кирк открыл счёт своим голам за «Сент-Миррен».
В ноябре 2005 года Бродфут со «святыми» стал обладателем Кубка вызова, победив в финальном матче этого турнира «Гамильтон Академикал» со счётом 2:1. В том же футбольном году «Сент-Миррен», заняв первое место в Первом шотландском дивизионе, получил право играть в Премьер-лиге.

### «Рейнджерс»
В марте 2007 года Кирк подписал предварительный контракт с глазговским клубом «Рейнджерс», по которому он станет игроком «джерс» летом этого же года. 1 июля Бродфут официально был объявлен футболистом глазговцев.
31 июля состоялся дебют защитника в «Рейнджерс» в поединке второго квалификационного раунда Лиги чемпионов против черногорской «Зеты». 18 августа Бродфут забил свой первый гол за «джерс», поучаствовав в матче с «Фалкирком», который закончился с разгромным счётом 7:2 в пользу команды Кирка.
9 февраля 2008 года защитник по итогам поединка с тем же «Фалкирком» удостоился звания «Лучшего игрока» этой встречи. Матч против «детей» окончательно утвердил Бродфута в качестве игрока основного состава «Рейнджерс». В том же сезоне Кирк с «джерс» выиграл Кубок Шотландии и Кубок лиги. Глазговцы также дошли до финала Кубка УЕФА, где, однако, уступили российскому «Зениту».
Следующий футбольный год Бродфут также провёл в ранге одного из столпов обороны «Рейнджерс». В том же сезоне защитник дебютировал в национальной сборной Шотландии.
15 марта 2009 года в финальной встрече Кубка лиги против «Селтика» Кирк был удалён с поля за грубый фол на Эйдене Макгиди. Нарушение произошло в штрафной площади «Рейнджерс» — пострадавший ирландец сам реализовал назначенный пенальти, установив окончательный счёт в этом матче — 2:0 в пользу «бело-зелёных». Бродфут в ходе поединка с «кельтами» получил тяжёлую травму голеностопа, выбившую его из строя больше чем на восемь месяцев. Первый матч после выздоровления Кирк сыграл 12 декабря 2009 года, когда его команда встречалась с «Сент-Джонстоном». 21 июня 2010 года Бродфут ещё на три года пролонгировал с «Рейнджерс» соглашение о сотрудничестве.
14 сентября в поединке Лиги чемпионов, в котором «джерс» встречались с английским клубом «Манчестер Юнайтед» подкат в исполнении Кирка привёл к перелому лодыжки у эквадорского полузащитника «красных дьяволов» Антонио Валенсии. После матча Бродфут выразил своё сожаление по поводу случившегося.
29 августа 2012 года по взаимному соглашению с руководством «Рейнджерс» Кирк покинул клуб на правах свободного агента.

### «Блэкпул»
Неделю спустя Бродфут заключил однолетний контракт с командой английского Чемпионшипа, «Блэкпулом». Кирк также сообщил, что он мог оказаться в рядах «приморских» ещё два сезона назад, далее он продолжил: 
Видимо сама судьба настойчиво направляла меня в «Блэкпул». Атмосфера в команде просто фантастическая, и я очень хочу побыстрее стать её частью.
29 сентября Бродфут впервые вышел в оранжевой футболке «Блэкпула» в официальной встрече, коей был поединок против «Кардифф Сити». 15 декабря Кирк забил дебютный гол за «мандаринов», отличившись в матче с «Блэкберн Роверс».

### Клубная статистика
| Клуб                       | Сезон                      | Чемпионат | Чемпионат | Кубок | Кубок | Кубок Лиги | Кубок Лиги | Кубок Вызова | Кубок Вызова | Еврокубки | Еврокубки | Итого | Итого |
| Клуб                       | Сезон                      | Игры      | Голы      | Игры  | Голы  | Игры       | Голы       | Игры         | Голы         | Игры      | Голы      | Игры  | Голы  |
| -------------------------- | -------------------------- | --------- | --------- | ----- | ----- | ---------- | ---------- | ------------ | ------------ | --------- | --------- | ----- | ----- |
| Сент-Миррен                | 2002/03                    | 23        | 1         | 1     | 0     | 1          | 0          | —            | —            | —         | —         | 25    | 1     |
| Сент-Миррен                | 2003/04                    | 31        | 3         | 2     | 0     | 1          | 0          | 1            | 0            | —         | —         | 34    | 3     |
| Сент-Миррен                | 2004/05                    | 36        | 4         | 3     | 0     | 1          | 0          | 1            | 0            | —         | —         | 41    | 4     |
| Сент-Миррен                | 2005/06                    | 27        | 2         | —     | —     | 2          | 0          | 4            | 0            | —         | —         | 33    | 2     |
| Сент-Миррен                | 2006/07                    | 37        | 3         | 1     | 0     | 2          | 0          | —            | —            | —         | —         | 40    | 3     |
| Всего за «Сент-Миррен»     | Всего за «Сент-Миррен»     | 154       | 13        | 7     | 0     | 7          | 0          | 6            | 0            | 0         | 0         | 174   | 13    |
| Рейнджерс                  | 2007/08                    | 15        | 1         | 5     | 0     | 2          | 0          | —            | —            | 12        | 0         | 34    | 1     |
| Рейнджерс                  | 2008/09                    | 27        | 0         | 1     | 0     | 4          | 0          | —            | —            | 2         | 0         | 34    | 0     |
| Рейнджерс                  | 2009/10                    | 12        | 0         | 4     | 0     | —          | —          | —            | —            | —         | —         | 16    | 0     |
| Рейнджерс                  | 2010/11                    | 8         | 0         | —     | —     | 2          | 0          | —            | —            | 4         | 0         | 14    | 0     |
| Рейнджерс                  | 2011/12                    | 16        | 0         | —     | —     | —          | —          | —            | —            | 2         | 0         | 18    | 0     |
| Рейнджерс                  | 2012/13                    | 2         | 0         | —     | —     | 1          | 0          | 2            | 0            | —         | —         | 5     | 0     |
| Всего за «Рейнджерс»       | Всего за «Рейнджерс»       | 80        | 1         | 10    | 0     | 9          | 0          | 2            | 0            | 20        | 0         | 121   | 1     |
| Блэкпул                    | 2012/13                    | 32        | 2         | 2     | 0     | —          | —          | —            | —            | —         | —         | 34    | 2     |
| Блэкпул                    | 2013/14                    | 33        | 0         | —     | —     | 1          | 0          | —            | —            | —         | —         | 34    | 0     |
| Всего за «Блэкпул»         | Всего за «Блэкпул»         | 65        | 2         | 2     | 0     | 1          | 0          | 0            | 0            | 0         | 0         | 68    | 2     |
| Ротерем Юнайтед            | 2014/15                    | 16        | 0         | —     | —     | 2          | 0          | —            | —            | —         | —         | 18    | 0     |
| Всего за «Ротерем Юнайтед» | Всего за «Ротерем Юнайтед» | 16        | 0         | 0     | 0     | 2          | 0          | 0            | 0            | 0         | 0         | 18    | 0     |
| Всего за карьеру           | Всего за карьеру           | 315       | 16        | 19    | 0     | 19         | 0          | 8            | 0            | 20        | 0         | 381   | 16    |

(откорректировано по состоянию на 7 марта 2015)

## Сборная Шотландии
В 2006 году Бродфут сыграл пять матчей за молодёжную сборную Шотландии.
В ноябре того же года Кирк был вызван во вторую национальную команду страны. 14 ноября дебютировал в ней в поединке со второй сборной Северной Ирландии. Всего за вторую национальную команду провёл три матча.
В сентябре 2008 года Бродфут впервые был призван под знамёна первой сборной, заменив получившего травму Дэвида Уэйра. 10 сентября Кирк дебютировал в матче отборочного турнира к чемпионату мира 2010 против Исландии. В том же поединке, поразив ворота соперника на 18-й минуте игры, Бродфут забил свой первый гол за «тартановую армию». До конца года защитник ещё дважды выходил на поле в футболке сборной — в матчах с Норвегией и Аргентиной.

### Матчи и голы за сборную Шотландии
| Матчи и голы Бродфута за сборную Шотландии | Матчи и голы Бродфута за сборную Шотландии | Матчи и голы Бродфута за сборную Шотландии | Матчи и голы Бродфута за сборную Шотландии | Матчи и голы Бродфута за сборную Шотландии | Матчи и голы Бродфута за сборную Шотландии | Матчи и голы Бродфута за сборную Шотландии      |
| №                                          | Дата                                       | Место                                      | Оппонент                                   | Счёт                                       | Голы Бродфута                              | Соревнование                                    |
| ------------------------------------------ | ------------------------------------------ | ------------------------------------------ | ------------------------------------------ | ------------------------------------------ | ------------------------------------------ | ----------------------------------------------- |
| 1                                          | 10 сентября 2008                           | «Лаугардалсвёллур», Рейкьявик, Исландия    | Исландия                                   | 2:1                                        | 1                                          | Отборочный матч чемпионата мира по футболу 2010 |
| 2                                          | 11 октября 2008                            | «Хэмпден Парк», Глазго, Шотландия          | Норвегия                                   | 0:0                                        | −                                          | Отборочный матч чемпионата мира по футболу 2010 |
| 3                                          | 19 ноября 2008                             | «Хэмпден Парк», Глазго, Шотландия          | Аргентина                                  | 0:1                                        | −                                          | Товарищеский матч                               |
| 4                                          | 11 августа 2010                            | «Росунда», Стокгольм, Швеция               | Швеция                                     | 0:3                                        | −                                          | Товарищеский матч                               |

Итого: 4 матча / 1 гол; 1 победа, 1 ничья, 2 поражения.
(откорректировано по состоянию на 11 августа 2010)

### Сводная статистика игр/голов за сборную
| Сборная          | Год              | Отборочные матчи ЧМ | Отборочные матчи ЧМ | Финальные матчи ЧМ | Финальные матчи ЧМ | Отборочные матчи ЧЕ | Отборочные матчи ЧЕ | Финальные матчи ЧЕ | Финальные матчи ЧЕ | Товарищеские матчи | Товарищеские матчи | Итого | Итого |
| Сборная          | Год              | Игры                | Голы                | Игры               | Голы               | Игры                | Голы                | Игры               | Голы               | Игры               | Голы               | Игры  | Голы  |
| ---------------- | ---------------- | ------------------- | ------------------- | ------------------ | ------------------ | ------------------- | ------------------- | ------------------ | ------------------ | ------------------ | ------------------ | ----- | ----- |
| Шотландия        | 2008             | 2                   | 1                   | —                  | —                  | —                   | —                   | —                  | —                  | 1                  | 0                  | 3     | 1     |
| Шотландия        | 2010             | —                   | —                   | —                  | —                  | —                   | —                   | —                  | —                  | 1                  | 0                  | 1     | 0     |
| Всего за карьеру | Всего за карьеру | 2                   | 1                   | 0                  | 0                  | 0                   | 0                   | 0                  | 0                  | 2                  | 0                  | 4     | 1     |

(откорректировано по состоянию на 11 августа 2010)

## Достижения
«Сент-Миррен»
- Победитель Первого дивизиона Шотландии: 2005/06
- Обладатель Кубка вызова: 2005/06

«Рейнджерс»
- Чемпион Шотландии (3): 2008/09, 2009/10, 2010/11
- Обладатель Кубка Шотландии (2): 2007/08, 2008/09
- Обладатель Кубка шотландской лиги (2): 2009/10, 2010/11
- Финалист Кубка УЕФА: 2007/08
- Финалист Кубка шотландской лиги: 2008/09

## Личная жизнь

### Семья
Кирк вырос в большой семье — помимо него его родители, Джек и Мэрилин, вырастили трёх сестёр футболиста — Кирсти и близнецов, Ким и Карен.

### Скандалы
В декабре 2004 года Бродфут был приговорён к 12 месяцам условного срока, 200 часам трудовой повинности и 750 фунтам в качестве штрафа за инцидент, произошедший в любительском матче, проходившем в родных местах Кирка. В том поединке, повздорив с соперником, защитник «Сент-Миррена» жестоко его избил. В мае 2009 года Кирк получил серьёзный ожог лица в результате разрыва яиц, которые он готовил в микроволновой печи у себя дома. В июне 2010 года Бродфут вновь оказался в полиции — на этот раз за инцидент в ночном клубе города Эр, где он напал на человека.